# McKinnis Peak
McKinnis Peak är en bergstopp i Antarktis. Den ligger i Östantarktis. Australien gör anspråk på området. Toppen på McKinnis Peak är 510 meter över havet, eller 162 meter över den omgivande terrängen. Bredden vid basen är 3,6 km.
Terrängen runt McKinnis Peak är kuperad åt nordost, men åt sydväst är den platt. Trakten är glest befolkad. Närmaste befolkade plats är Leningradskaya Station, 7,4 kilometer norr om McKinnis Peak.